# M.I.U. アルバム
『M.I.U. アルバム』 (M.I.U. Album) は、1978年にリリースされたザ・ビーチ・ボーイズのアルバム。
『ラヴ・ユー』のリリースと商業的失敗の後、彼らは『アダルト・チャイルド』、『メリー・クリスマス・フロム・ザ・ビーチボーイズ』なる二つのアルバム制作に乗り出すが、いずれも制作中止になる。バンドは進むべき方向に関して論争に陥り、解散の危機に瀕していた。ブライアン・ウィルソンは悲観し、再び薬物を使用して精神病が悪化していた。デニス・ウィルソンはソロ・デビュー・アルバム『パシフィック・オーシャン・ブルー』を発表し、ほとんどスタジオに姿を現さなかった。
そこで当時超越瞑想 (TM) 信奉者であったマイク・ラヴは、アイオワ州のマハリシ国際大学で新作のレコーディングを提案した（本作タイトルの「M.I.U.」はマハリシ国際大学を意味している）。1977年9月にアル・ジャーディンが指揮をとってレコーディングを開始したが、姿を現したのはマイク、アル、ブライアンの3人だけであった。アルバムは、マハリシ国際大学でレコーディングした楽曲に加え、『15・ビッグ・ワンズ』の未収録曲、『アダルト・チャイルド』『メリー・クリスマス・フロム・ザ・ビーチボーイズ』からのトラックを流用し完成した。最終的には全てのメンバーが参加しているが、バンド内の対立によりレコーディングに消極的だったカール・ウィルソン、デニスの参加は限定的となった。
本アルバム収録のデル・ヴァイキングスのカバー「カム・ゴー・ウィズ・ミー」は1981年にシングルカットされ、全米ビルボード・シングル・チャートで18位を記録している。

## 曲目
1. シーズ・ガット・リズム - She's Got Rhythm (Brian Wilson/ Mike Love/ Ron Altbach) 2:27
2. カム・ゴー・ウィズ・ミー - Come Go with Me (C. E. Quick) 2:06
3. ヘイ・リトル・トムボーイ - Hey Little Tomboy (Brian Wilson) 2:25
4. コナ・コースト - Kona Coast (Al Jardine/Mike Love) 2:33
5. ペギー・スー - Peggy Sue (Buddy Holly/J. Allison/N. Petty) 2:15
6. ウォンチャ・カム・アウト・トゥナイト - Wontcha Come out Tonight (Brian Wilson/Mike Love) 2:30
7. スウィート・サンデイ・カインダ・ラヴ - Sweet Sunday Kinda Love (Brian Wilson/Mike Love) 2:42
8. ベルズ・オブ・パリス - Belles of Paris (Brian Wilson/Mike Love/Ron Altbach) 2:27
9. ピター・パター - Pitter Patter (Brian Wilson/Mike Love/Al Jardine) 3:14
10. マイ・ダイアン - My Diane (Brian Wilson) 2:37
11. マッチ・ポイント・オブ・アワ・ラヴ - Match Point of Our Love (Brian Wilson/Mike Love) 3:29
12. ウィンズ・オブ・チェンジ - Winds of Change (Ron Altbach/Ed Tuleja) 3:14